# Porta, Pyrénées-Orientales
Porta är en kommun i departementet Pyrénées-Orientales i regionen Occitanien i södra Frankrike. Kommunen ligger i kantonen Saillagouse som tillhör arrondissementet Prades. År 2022 hade Porta 103 invånare.

## Befolkningsutveckling
Antalet invånare i kommunen Porta
| Referens: INSEE |